# Eggshells
Eggshells – amerykański dramat filmowy z 1969 roku, debiut reżyserski Tobe’a Hoopera, twórcy kultowej Teksańskiej masakry piłą mechaniczną (1974). Sam reżyser określił go jako „film o hipisach”. Film uniknął ogólnoświatowej dystrybucji i rozgłosu, będąc prezentowanym podczas licznych amerykańskich festiwali filmowych, które przyniosły mu m.in. Atlanta Film Festival Award.
Przez szereg lat wierzono, że wszelkie kopie filmu zostały zgubione, lecz w 2009 roku zaprezentowano go podczas festiwalu filmowego SXSW 2009. Wydano go również na nośnikach DVD.

## Obsada
- Ron Barnhart
- Pamela Craig
- Allen Danziger
- Sharon Danziger
- Mahlon Foreman
- Kim Henkel
- Amy Lester
- David Noll
- Jim Schulman